# Paloma Gómez Borrero
María Paloma Gómez Borrero (Madrid, 18 de agosto de 1934-ibídem, 23 de marzo de 2017) fue una periodista y escritora española.

## Biografía
Descendiente, por línea materna, de Juan Álvarez Mendizábal. Su abuelo materno, el general Borrero, tuvo un destacado papel en las tropas isabelinas durante las Guerras Carlistas. Comenzó sus estudios en el colegio Alemán, y durante los veranos tuvo la oportunidad de visitar Francia, Reino Unido y Alemania, gracias a un programa de becas. Prosiguió sus estudios en el colegio del Sagrado Corazón de la calle Caballero de Gracia (Madrid), se graduó en la Escuela Oficial de Periodismo y trabajó como enviada especial del semanario Sábado Gráfico en Alemania, Austria y el Reino Unido. Hablaba cinco idiomas.
En diciembre de 1976 fue nombrada corresponsal de TVE en Italia y el Vaticano, siendo una de las primeras mujeres corresponsales en el extranjero de la televisión nacional —la primera fue Ana Isabel Cano corresponsal en Viena nombrada en 1968—. Fue destituida del cargo en 1983 por decisión personal del entonces director de RTVE, José María Calviño.
Con posterioridad colaboró en buena parte de los magazines que ha conducido María Teresa Campos: Pasa la vida (1991-1996) en TVE; Día a día (1996-2004) en Telecinco y Cada día (2004-2005), en Antena 3. Asimismo, fue corresponsal de Venevisión (Venezuela) y del Noticiero TV Hoy (Colombia). Entre agosto de 2007 y 2012 colaboró en el programa de Telecinco La noria, presentado por Jordi González.
Hasta junio de 2012 fue corresponsal de la cadena COPE en Roma y el Vaticano, comentando desde allí los eventos religiosos de la Iglesia católica retransmitidos en Cadena Cope y Popular TV. En 2012 fue colaboradora del programa Ventana al mundo de la radio para Latinoamérica  y EE. UU.,  desde Italia y el Vaticano, y fue un año corresponsal en Italia de Es Radio.
El 15 de agosto de 2013 plantó y amadrinó un árbol con su nombre en el Parque de la Comunicación de Boiro (La Coruña), el único de España creado por periodistas.
Estudió quiromancia aplicada a la psicología.
Fue pregonera de Semana Santa en Medina de Rioseco (1992) en la de Valladolid en 2000 y la de Cuenca en 2014.
El 12 de octubre de 2014 estrenó en Toledo el recital Teresa. Una castellana vieja y recia, junto al barítono Luis Santana y el pianista Antonio López, que fue protagonista de los actos del V Centenario de Santa Teresa de Jesús, interpretándose a lo largo del Año Teresiano por más de setenta espacios relacionados con la poetisa. El concierto estaba basado en música compuesta por Francisco Palazón, Ángel Barja, Amadeo Vives, Juan del Encina, Federico Mompou o Ernesto Monsalve.
Colaboró en numerosos medios de comunicación españoles como TVE, Telemadrid, 13TV, Alfa y Omega, COPE etc. Tenía un amplio conocimiento de la Santa Sede, y acompañó a Juan Pablo II en sus 104 viajes (5 de ellos a España) visitando 160 países: unas 29 veces la vuelta al mundo en kilómetros recorridos.
En noviembre de 2016, durante la entrega del Premio Iris, Paloma explicó: "El primer viaje que hice fue con Pablo VI y lo último que he hecho es el cierre de la Puerta Santa con el papa Francisco. Sigo en la brecha". También agradeció el premio a Italia "que ha sido muy generosa con ella", y a su familia, "ellos han sido mi apoyo y mucho de lo que soy en esta profesión se lo debo a la santa paciencia de mi marido y mis hijos. La de veces que les he dejado comiendo en la mesa para irme a mandar una crónica".
Contrajo matrimonio con Alberto de Marchís. Fueron padres de Raniero, Carlo y Giorgio de Marchís.
Falleció el jueves 23 de marzo de 2017, a los 82 años a causa de un cáncer hepático diagnosticado unas semanas antes. Fue incinerada.

## Premios
Paloma Gómez Borrero se encontraba, entre otros, en posesión de los siguientes galardones:
- Premio Europeo del Ayuntamiento de Roma (1974).
- Premio a la Profesionalidad otorgado por la cobertura realizada del Cónclave y por la Información del asesinato de Aldo Moro (1978).
- Premio Calabria, otorgado por el mismo Presidente de la República a un corresponsal extranjero en Italia (1980).
- Premio Adelaide Ristori a 12 mujeres destacadas en sus respectivas profesiones (1991).
- Premio Pluma de la Paz de los Mensajeros de la Paz en 1991
- Premio Llama Rotaria 97[17] del Club Rotary de Valencia (1997)
- Cruz de la Orden de Isabel la Católica, concedida por el rey Juan Carlos I el 12 de julio de 1999.
- Premio Rodríguez Santamaría de la Asociación de la Prensa de Madrid (2001).
- Dama de la Orden de San Gregorio Magno concedida por el papa Juan Pablo II el 13 de julio de 2002.
- Cruz de Plata de la Agrupación Española de Fomento Europeo (2002).
- Premio Bravo Especial a la trayectoria ejemplar de toda una vida, concedido por la Conferencia Episcopal (2010).
- Premio Hugo Ferrer a la Comunicación (2014)
- Premio Iris Toda una Vida, otorgado por la Academia de Televisión (2016).
- Medalla de Oro al Mérito en el Trabajo (2017) (a título póstumo)[18]
- 2016 Premio Iris Especial a toda una vida (Academia de las Ciencias y las Artes de Televisión de España)

## Libros
- Huracán Wojtyla
- Abuela, háblame del Papa
- Juan Pablo, amigo
- Adiós, Juan Pablo, amigo
- Dos Papas, una familia
- La Alegría
- A vista de Paloma
- Caminando por Roma. Una guía del viajero para el Jubileo
- Los fantasmas de Roma
- Los fantasmas de Italia
- De Benedicto a Francisco. El cónclave del cambio
- El Libro de la pasta
- Pasta, pizza y mucho más
- Comiendo con Paloma Gómez Borrero
- Cocina sin sal o Nutrición infantil
- Roma. Año Santo. Caminando de la mano del Papa Francisco